# پساب قهوه
پساب قهوه (انگلیسی: Coffee wastewater)
پساب قهوه که به آن فاضلاب قهوه نیز گفته می‌شود، محصول جانبی فرآوری قهوه است. تصفیه و دفع آن یک ملاحظه زیست‌محیطی مهم برای فرآوری قهوه است زیرا فاضلاب نوعی آلودگی صنعتی آب است.
میوه نارس درخت قهوه که گیلاس قهوه نامیده می‌شود، یک فرایند طولانی را برای آماده شدن برای مصرف طی می‌کند. این فرایند اغلب مستلزم استفاده از مقادیر زیادی آب و تولید مقادیر قابل توجهی زباله جامد و مایع است. نوع زباله نتیجه نوع فرآیندی است که گیلاس‌های قهوه طی می‌کنند. تبدیل گیلاس به "oro" یا دانه سبز (دانه قهوه خشک که آماده صادرات است) از طریق فرایند خشک، نیمه شسته یا کاملاً شسته شده انجام می‌شود.

## فرآوری خشک
گیلاس‌های قهوه بلافاصله پس از برداشت از طریق خشک کردن در آفتاب، خشک کردن خورشیدی یا خشک کردن مصنوعی خشک می‌شوند. در خشک کردن در آفتاب، گیلاس‌های قهوه روی یک سطح تمیز قرار می‌گیرند و در هوای آزاد خشک می‌شوند. در خشک کردن خورشیدی، گیلاس‌ها در یک محفظه بسته قرار می‌گیرند که دارای سوراخ‌های تهویه برای خروج رطوبت هستند. خشک کردن مصنوعی بیشتر در فصل مرطوب استفاده می‌شود، زمانی که سطح پایین نور خورشید زمان لازم برای خشک کردن خورشیدی را افزایش می‌دهد و گیلاس‌ها مستعد رشد کپک هستند. پس از خشک شدن، گیلاس‌ها پوست کنده می‌شوند. در این فرایند، لایه بیرونی خشک شده گیلاس، که به عنوان پوست میوه شناخته می‌شود، به صورت مکانیکی حذف می‌شود.

## فرآوری نیمه‌شسته
در فرآوری نیمه شسته، گیلاس‌ها برای حذف پوست میوه، پوست کنده می‌شوند. پس از این، لایه چسبنده لیزاب (موسیلاژ) که دانه را می‌پوشاند، حذف می‌شود. این کار به صورت مکانیکی با وارد کردن دانه‌ها به یک دستگاه استوانه‌ای که آنها را به سمت بالا منتقل می‌کند، انجام می‌شود. در حالی که اصطکاک و فشاری که توسط این فرایند بر روی دانه‌ها وارد می‌شود برای از بین بردن بیشتر لیزاب کافی است، مقدار کمی از آن همچنان در مرکز دانه‌ها باقی می‌ماند. این تکنیک در کلمبیا و مکزیک برای کاهش مصرف آب از فرایند تخمیر طولانی و شستشوی گسترده استفاده می‌شود.

## بکولساب
به منظور کاهش آلودگی ناشی از فرایند مرطوب میوه‌های قهوه، دانشمندان سنیکافه فناوری‌ای را توسعه دادند که از استفاده از آب در مواقع غیر ضروری اجتناب می‌کند و از آب مناسب در مواقع مورد نیاز استفاده می‌کند. این فناوری که Becolsub نام دارد (برگرفته از حروف اول عبارت اسپانیایی "فرآیند مرطوب اکولوژیکی قهوه با مدیریت محصولات جانبی")، بیش از ۹۰ درصد از آلودگی ایجاد شده توسط روش قبلی خود را کنترل می‌کند. کیفیت قهوه فرآوری شده به این روش مشابه قهوه فرآوری شده با تخمیر طبیعی است.
فناوری Becolsub شامل پوست کندن بدون آب، جداسازی لیزاب به صورت مکانیکی و مخلوط کردن محصولات جانبی (پوست بیرونی میوه و لیزاب) در یک نوار نقاله پیچی است. این فناوری همچنین شامل یک دستگاه هیدرومکانیکی برای حذف میوه‌های شناور و ناخالصی‌های سبک، و همچنین اشیاء سنگین و سخت، و یک صفحه استوانه‌ای برای حذف میوه‌هایی است که پوست آنها در دستگاه پوست کن جدا نشده است. دانشمندان سنیکافه کشف کردند که یک میوه قهوه با لیزاب (میوه‌های نارس و خشک لیزاب ندارند) به اندازه کافی آب در داخل خود دارد تا پوست و دانه‌ها در دستگاه‌های پوست کن معمولی بدون آب جدا شوند، که مایع فقط به عنوان وسیله‌ای برای انتقال مورد نیاز است و پوست کندن بدون آب از ۷۲ درصد آلودگی بالقوه جلوگیری می‌کند.
حذف لیزاب از طریق یک فرایند تخمیر انجام شده است که بین ۱۴ تا ۱۸ ساعت طول می‌کشد، تا زمانی که لیزاب تجزیه شود و بتوان به راحتی با آب آن را حذف کرد. شستشوی لیزاب تخمیر شده، در بهترین حالت، به ۵٫۰ لیتر بر کیلوگرم DPC (پوست خشک گیلاس قهوه) نیاز دارد. دانشمندان سنیکافه دستگاهی برای حذف لیزاب پوشاننده دانه‌های قهوه ساخته‌اند. این دستگاه که Deslim نام دارد (حروف اول عبارت اسپانیایی دستگاه جداساز لیزاب، شوینده و پاک کننده مکانیکی) با اعمال تنش و ایجاد برخورد بین دانه‌ها، بیش از ۹۸ درصد از کل لیزاب (همانند یک تخمیر خوب انجام شده) را حذف می‌کند و تنها از ۰٫۷ لیتر در کیلوگرم DPC استفاده می‌کند. مخلوط حاصل از غلظت بالای آب، لیزاب و ناخالصی‌ها چسبناک است و به پوست میوه جدا شده در یک نوار نقاله پیچی اضافه می‌شود. در نوار نقاله پیچی، احتباس بیش از ۶۰ درصد است، به این معنی که ۲۰ درصد کنترل اضافی از آلودگی بالقوه وجود دارد.
این دو محصول جانبی به‌طور گسترده به عنوان بستر کرم‌ها برای تولید کودهای طبیعی استفاده می‌شوند. با این حال، غلظت بالای لیزاب به دست آمده از دستگاه جداساز لیزاب، فرصتی برای صنعتی کردن این محصول جانبی فراهم می‌کند.

## مصرف آب
مقدار آب مصرفی در فرآوری قهوه به شدت به نوع فرایند بستگی دارد. فرآوری کاملاً شسته شده گیلاس‌های قهوه بیشترین میزان آب تازه را نیاز دارد، در حالی که فرآوری خشک کمترین میزان آب را نیاز دارد. منابع نشان می‌دهند که میزان مصرف آب بسیار متفاوت است. بازیافت آب در فرایند جداسازی پالپ می‌تواند به‌طور قابل توجهی میزان آب مورد نیاز را کاهش دهد. با استفاده مجدد و بهبود تکنیک‌های شستشو، می‌توان به مصرف ۱ تا ۶ متر مکعب آب به ازای هر تن گیلاس قهوه تازه دست یافت؛ بدون استفاده مجدد، مصرف تا ۲۰ متر مکعب در هر تن امکان‌پذیر است.
| کشور          | فرایند                                   | مصرف آب (متر مکعب/تن گیلاس قهوه) | منبع  |
| ------------- | ---------------------------------------- | -------------------------------- | ----- |
| هند           | نیمه‌شسته، فرآوری مرطوب                   | ۳                                | [ ۱ ] |
| کنیا          | کاملاً شسته، استفاده مجدد از آب           | ۴–۶                              | [ ۲ ] |
| کلمبیا        | کاملاً شسته و فرآوری محیط زیستی (بکولساب) | ۱–۶                              | [ ۲ ] |
| پاپوآ گینه نو | کاملاً شسته، بازیافت آب                   | ۴–۸                              | [ ۲ ] |
| ویتنام        | نیمه‌مرطوب و کاملاً شسته                   | ۴–۱۵                             | [ ۲ ] |
| ویتنام        | سنتی، کاملاً شسته                         | ۲۰                               | [ ۳ ] |
| هند           | سنتی، کاملاً شسته                         | ۱۴–۱۷                            | [ ۴ ] |
| برزیل         | نیمه‌شسته، جداسازی مکانیکی لیزاب          | ۴                                | [ ۵ ] |
| مکزیک         | نیمه شسته، جداسازی مکانیکی لیزاب         | ۳٫۴                              | [ ۶ ] |
| نیکاراگوئه    | سنتی، کاملاً شسته                         | ۱۶                               | [ ۷ ] |
| نیکاراگوئه    | کاملاً شسته، استفاده مجدد از آب           | ۱۱                               | [ ۸ ] |

## کلیات

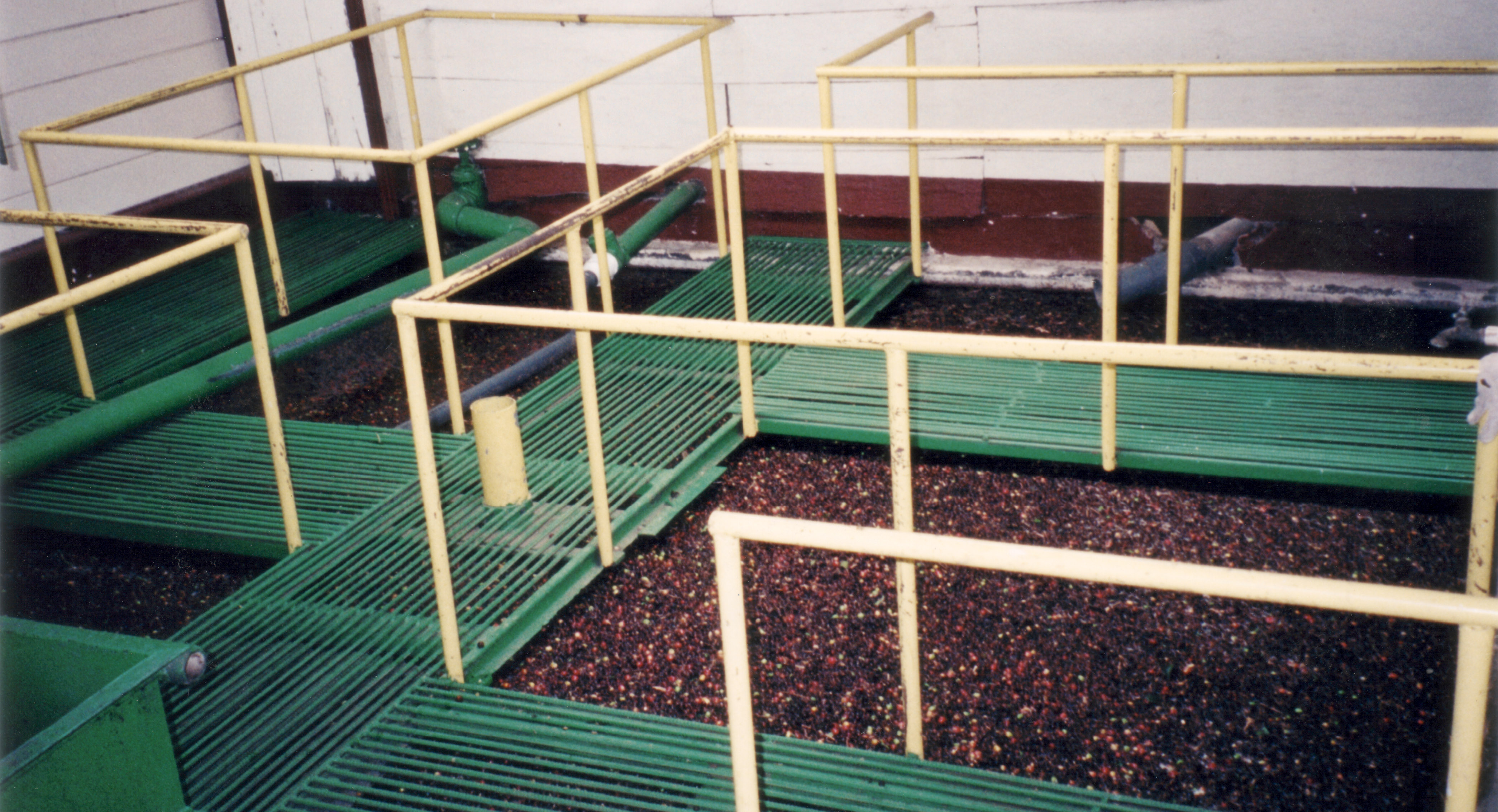
گیلاس‌های قهوه که با استفاده از آب در وان‌های جداکننده جدا می‌شوند.

آب مورد استفاده در فرآوری قهوه با سطوح بالای آلودگی از واحد فرآوری خارج می‌شود. جزء اصلی آن مواد آلی است که از جداسازی پالپ و حذف لیزاب ناشی می‌شود. اکثر مواد آلی موجود در فاضلاب بسیار مقاوم هستند و مقادیر COD (مقدار اکسیژنی که برای تثبیت مواد آلی با استفاده از یک اکسید کننده قوی مورد نیاز است) ۸۰٪ از بار آلودگی را تشکیل می‌دهند و مقادیر آن تا ۵۰ گرم در لیتر است. BOD (مقدار اکسیژنی که برای تجزیه بیولوژیکی مواد آلی تحت شرایط هوازی در دمای استاندارد و زمان جوجه‌کشی مورد نیاز است) ناشی از مواد آلی زیست تخریب پذیر می‌تواند به مقادیر ۲۰ گرم در لیتر برسد.
با غربالگری (تقریبی) و حذف پالپ، مقادیر COD و BOD به‌طور قابل توجهی کاهش می‌یابد. مقادیر ۳–۵ گرم در لیتر برای COD و ۱٫۵–۳ گرم در لیتر برای BOD5 یافت شد. مقادیر ثبت شده ۲٫۵ گرم در لیتر برای COD و ۱٫۵ گرم در لیتر برای BOD5 است.
بخش بزرگی از مواد آلی، پکتین‌ها، به صورت جامدات لیزاب رسوب می‌کنند و می‌توانند از آب خارج شوند. هنگامی که این مواد جامد حذف نمی‌شوند و مقادیر pH افزایش می‌یابد، افزایش COD مشاهده می‌شود.
به منظور بهینه‌سازی فرآوری بی‌هوازی فاضلاب، مقادیر pH باید بین ۶٫۵ تا ۷٫۵ باشد، به جای مقادیر pH=۴ که به شدت اسیدی است. این امر با افزودن هیدروکسید کلسیم (Ca(OH)2) به فاضلاب به دست می‌آید. این منجر به حلالیت مجدد پکتین‌ها می‌شود و COD را از میانگین ۳٫۷ گرم در لیتر به میانگین ۱۲٫۷ گرم در لیتر افزایش می‌دهد.
این آب همچنین با حضور ترکیبات زردینه‌ای (فلاونوئیدی) که از پوست گیلاس می‌آیند، مشخص می‌شود. ترکیبات زردینه‌ای منجر به رنگ تیره آب در pH=۷ یا بالاتر می‌شوند، اما آنها به سطوح BOD یا COD فاضلاب اضافه نمی‌شوند و تأثیرات عمده‌ای بر محیط زیست ندارند. با این حال، سطوح پایین‌تر شفافیت می‌تواند تأثیر منفی بر فرآیندهای فتوسنتزی و رشد و تبدیل مواد مغذی توسط گیاهان آبزی (به ویژه ریشه‌دار) داشته باشد. بسیاری از تلاش‌ها در صنایع فرآوری زیتون و شراب، با بودجه نسبتاً زیاد برای تحقیقات، در تلاش بوده‌اند تا راه‌حلی برای این مشکل بیابند. Calvert به تحقیقات انجام شده در مورد حذف ترکیبات پلی فنلی و فلاونوئیدی توسط گونه‌های قارچ‌های هضم کننده چوب (قارچ‌های چتری) در یک محلول غوطه‌ور با هوادهی با استفاده از هوای فشرده اشاره می‌کند. به نظر می‌رسید که این فرآیندهای پیچیده قادر به حذف ترکیبات رنگی هستند، اما تکنیک‌های ساده و ارزان‌تر با استفاده از انواع دیگر قارچ‌ها (یعنی Geotrichum, Penicillium, Aspergillus) فقط در فاضلاب‌های بسیار رقیق رشد می‌کردند.
پساب قهوه یک جریان آب ثابت با بار آلودگی یکسان نیست. پردازش گیلاس قهوه یک فرایند دسته‌ای است و در رابطه با جریان‌های آب، دو فرایند را می‌توان مشخص کرد: جداسازی پارَک (پالپ) و تخمیر/شستشو.

## جداسازی پارَک

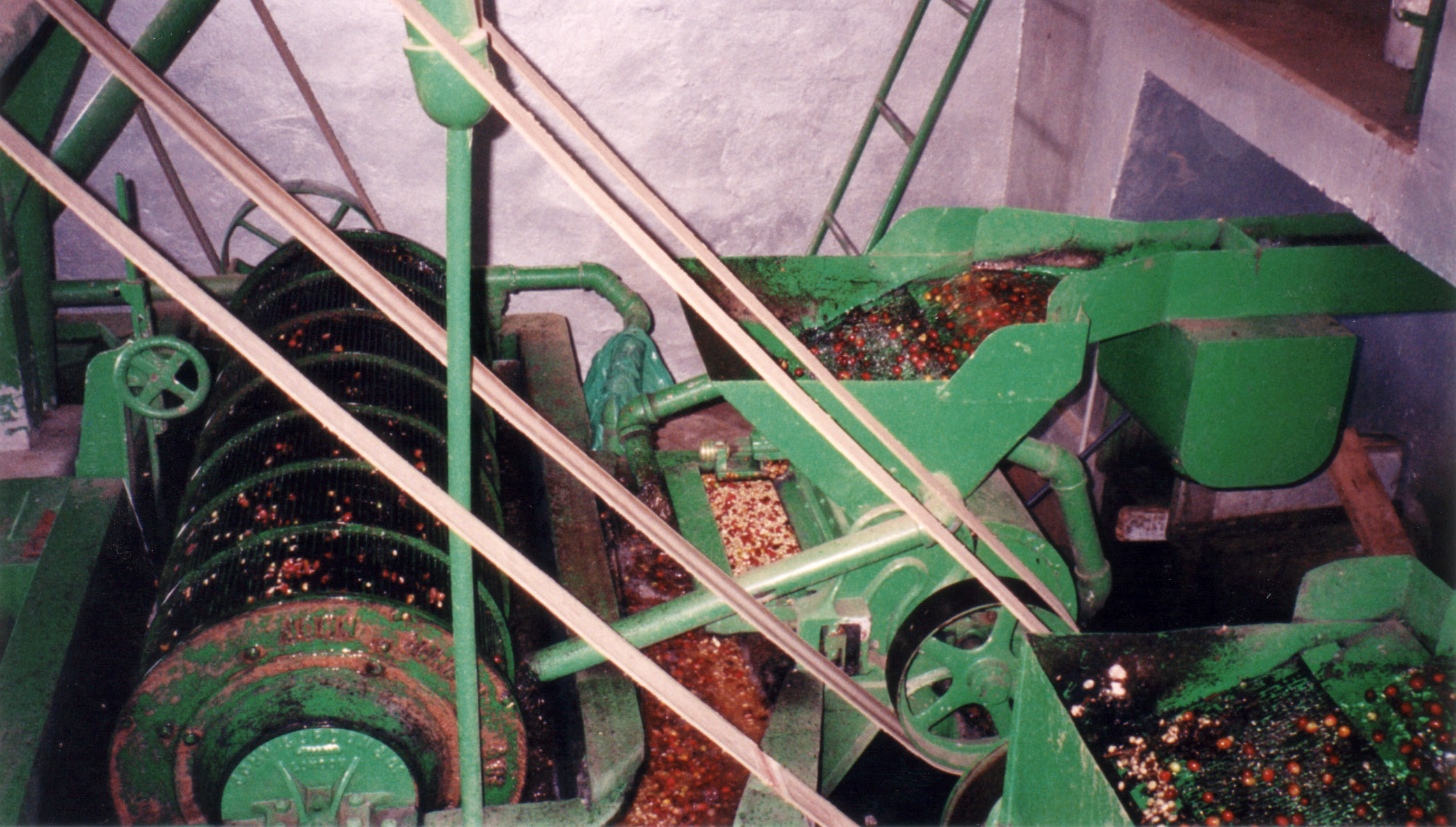
جداکننده مکانیکی که گیلاس‌های قهوه را با کمک آب پارَک‌گیری می‌کند.

پارَک یا پالپ (pulp) ذرات نرم با قوام آبکی هستند که عموماً با له کردن مواد غذایی به‌ویژه میوه‌ها و سبزی‌ها به دست می‌آیند. آبی که برای جداسازی پارَک گیلاس‌ها استفاده می‌شود، آب پارَک‌گیری نامیده می‌شود. این آب کمی بیش از نیمی از آب مورد استفاده در این فرایند را تشکیل می‌دهد. به گفته فون اندن و کالورت، "آب پارک‌سازی حاوی قندهای تخمیر شده سریع از هر دو جزء پارک و لیزاب است. پارک و لیزاب تا حد زیادی از پروتئین‌ها، قندها و به ویژه پکتین‌های لیزاب، یعنی کربوهیدرات‌های پلی ساکارید تشکیل شده‌اند. این قندها با استفاده از آنزیم‌های باکتری‌های روی گیلاس‌ها تخمیر می‌شوند. سایر اجزای آب پارَک‌گیری، اسیدها و مواد شیمیایی سمی مانند پلی‌فنل‌ها (تانن‌ها) یا آلکالوئیدها (کافئین) هستند.
آب پارَک‌گیری را می‌توان در طول جداسازی پارَک در طول یک روز برداشت مجدداً استفاده کرد. این منجر به افزایش مواد آلی و کاهش pH می‌شود. تحقیقات در نیکاراگوئه نشان داد که میانگین COD از ۵۴۰۰ میلی‌گرم در لیتر به ۸۴۰۰ میلی‌گرم در لیتر افزایش می‌یابد که بیشتر پارک آن حذف شده است. کاهش pH را می‌توان به شروع تخمیر آب پارَک‌گیری نسبت داد. این کاهش تا زمانی که تخمیر تمام شود و سطح pH حدود ۴ برسد ادامه می‌یابد. محتوای مواد مغذی آب پارَک‌گیری در حداکثر بار COD، که نشان‌دهنده حداکثر آلودگی در نظر گرفته شد، در طول این تحقیق تعیین شد. غلظت کل نیتروژن (TN) در نمونه‌ها از ۵۰ تا ۱۱۰ میلی‌گرم در لیتر با میانگین ۹۰ میلی‌گرم در لیتر در تمام نمونه‌ها متغیر بود. غلظت کل فسفر (TP) در نمونه‌ها از ۸٫۹ تا ۱۵٫۲ میلی‌گرم در لیتر با میانگین ۱۲٫۴ میلی‌گرم در لیتر در تمام نمونه‌ها متغیر بود.

## شستشو
شستشوی دانه‌های تخمیر شده منجر به فاضلابی می‌شود که عمدتاً حاوی پکتین‌های لیزاب، پروتئین‌ها و قندها است. تخمیر قندها (کربوهیدرات‌های دی ساکارید) به اتانول و CO2 منجر به شرایط اسیدی در آب شستشو می‌شود. اتانول پس از واکنش با اکسیژن به اسیدهای استیک تبدیل می‌شود و pH را به حدود ۴ کاهش می‌دهد. اسیدیته بالا می‌تواند بر کارایی تصفیه تأسیسات تصفیه فاضلاب قهوه مانند راکتور بی‌هوازی یا تالاب‌های مصنوعی تأثیر منفی بگذارد و در صورت تخلیه مستقیم در آب‌های سطحی برای آبزیان مضر تلقی می‌شود.
در طول فرایند شستشو، تحقیقات در نیکاراگوئه کاهش آشکاری در آلودگی فاضلاب نشان داد. مقادیر COD از میانگین ۷۲۰۰ میلی‌گرم در لیتر به کمتر از ۵۰ میلی‌گرم در لیتر کاهش می‌یابد. علیرغم این واقعیت که تخلیه فاضلاب با مقادیر COD کمتر از ۲۰۰ میلی‌گرم در لیتر به آبراه‌های طبیعی در نیکاراگوئه مجاز است، توصیه می‌شود که تمام فاضلاب به سیستم تصفیه هدایت شود. دلیل این امر این است که سطوح COD را نمی‌توان در محل در طول فرایند شستشو تعیین کرد و تخلیه فاضلاب به آب‌های سطحی بر اساس بازرسی بصری است. هنگامی که آب «شفاف» است، به اندازه کافی تمیز در نظر گرفته می‌شود، اما مقادیر COD اندازه‌گیری شده در طول تحقیق نشان داد که تخلیه عموماً خیلی زود بوده است و منجر به فاضلاب با سطوح COD بالاتر از حد مجاز می‌شود. یکی دیگر از اثرات مثبت هدایت فاضلاب به سیستم تصفیه، رقیق شدن فاضلاب است که به دلیل مقادیر pH مطلوب‌تر و تصفیه بهتر پس از آن به دلیل غلظت کمتر آمونیوم، تصفیه بهتر توسط باکتری‌های بی‌هوازی را ممکن می‌سازد.
غلظت TN در نمونه‌های فاضلاب ناشی از شستشو از ۴۰ تا ۱۵۰ میلی‌گرم در لیتر با میانگین ۱۱۰ میلی‌گرم در لیتر در تمام نمونه‌ها متغیر بود. غلظت TP در نمونه‌ها از ۷٫۸ تا ۱۵٫۸ میلی‌گرم در لیتر با میانگین ۱۰٫۷ میلی‌گرم در لیتر در تمام نمونه‌ها متغیر بود.